# Jin Liqun
Jin Liqun, född augusti 1949 i Changshu, är en kinesisk politiker, bankman och professor, för närvarande (2016) ordförande i Asiatiska infrastrukturinvesteringsbanken (AIIB).

## Biografi
Jin genomgick gymnasiet i Jiangyin men kunde inte avlägga kandidatexamen på grund av den kinesiska kulturrevolutionen. Som tonåring anslöt han sig till rödgardisterna och från 1968 sändes han för att arbeta på landsbygden med att odla ris. Under tre år utförde han detta jordbruksarbete men fortsatte samtidigt att studera själv, vilket ledde till en anställning som lärare i en lokal mellanstadieskola. År 1978 återupptog han studierna på masterprogrammet vid Beijing Foreign Studies University och avlade examen i engelska 1980. Han studerade senare som Hubert Humphrey-stipendiat i ekonomi vid Boston University 1987–1988.
År 1980 började Jin arbeta vid kinesiska finansministeriets kontor vid Världsbanken i Washington, DC och blev senare generaldirektör för denna avdelning inom Världsbanken, och vice verkställande direktör för Kina i Världsbanksgruppen. Han blev vice minister 1998 och medlem av den penningpolitiska kommittén i Kinas folkbank.
Från 2003 till 2008 var Jin vice ordförande och sedan förste vice ordförande för Asiatiska utvecklingsbanken (ADB), med ansvar för program för södra, centrala och västra Asien, och verksamhet inom privatsektorn.
Jin var ordförande i förvaltningsrådet för China Investment Corporation från september 2008 till maj 2013. Parallellt var han från 2009 till 2012, först vice ordförande, och därefter ordförande för internationella forumet för nationella placeringsfonder i Kina.
Jin var sedan, från maj 2013 till oktober 2014, ordförande för China International Capital Corporation, en stor kinesisk investmentbank baserad i Peking. Vid den senare tidpunkten blev han generalsekreterare för det multilaterala sekretariat som inrättats för att skapa AIIB. Han utsågs till ordförande och januari 2016 valdes han till ordförande för AIIB.
Jin är därtill adjungerad professor och handledare för doktorander på både Beijing Foreign Studies University och Nankai University. Han har en dotter, Keyu, som är ordinarie biträdande professor i nationalekonomi vid London School of Economics.